# Ang Panday: ikatlong yugto
Ang Panday: ikatlong yugto è un film del 1982 diretto da Fernando Poe Jr..
Pellicola di fantascienza distribuita nelle sale filippine il 25 dicembre 1982 in occasione dell'8º Metro Manila Film Festival.
Basato sull'omonimo personaggio dei fumetti di Carlo J. Caparas, il film è il terzo capitolo della serie dedicata al fabbro ed è seguito da Ang Panday IV: ika-apat na aklat (1984).

## Trama
Flavio si trova di fronte all'arrivo di una creatura maligna avente lo scopo di conquistare il mondo e ridare vita al malvagio Lizardo.